# 新疆生产建设兵团第三师伽师总场
新疆生产建设兵团第三师伽师总场是中华人民共和国新疆生产建设兵团第三师下辖的一个农场，与新疆维吾尔自治区图木舒克市嘉和镇实行“场镇合一”的管理体制。

## 历史
1958年2月，新疆维吾尔自治区农垦厅在距离伽师县90里处的阿其克（维吾尔语意为“苦水滩”）垦荒创业。1958年3月，伽师总场建立，隶属于新疆维吾尔自治区农垦厅，行政级别为副厅级，下辖一、二、三、四分场。1959年11月，经喀什地区区委、行署批准，在伽师县卧里托格拉克乡第六、七大队的基础上组建了五、六分场。五、六分场于1962年1月合并为五分场，于1971年3月划归伽师县管理，成立了伽师县玉代里克乡，伽师总场更名新疆地方国营农场伽师县总场。1974年7月，伽师总场划归喀什地区农垦局管辖，1976年12月划归克孜勒苏柯尔克孜自治州农垦局管辖，1980年7月划归喀什地区农垦局管辖，1982年4月划归新疆生产建设兵团农三师（现第三师）管辖，行政级别由原副厅级下调正团级。
2019年12月30日，兵团七届党委56次常委会会议审议通过部分团场建镇工作方案，伽师总场嘉和镇批准设立。

## 地理经济
伽师总场地处塔克拉玛干大沙漠西北边缘，喀什噶尔克孜河下游，在伽师县境内。伽师总场东北面与伽师县玉代里克乡相连，西面与伽师县卧里托格拉克乡相连，南至塔克拉玛干沙漠，北距314国道17公里，场部驻地在阿其克镇。区域面积74.49万亩，耕地17.5万亩。伽师总场属典型的温带大陆性干旱气候，夏季炎热，冬季寒冷，四季分明，降水稀少，无霜期长，温差大，湿度小，热量丰富，光照充足，光热资源丰富。年平均降雨量64.6毫米，年均蒸发量2051.5毫米，年平均气温11.7°，全年日照时数为2923.7小时，无霜期平均在233天左右。
伽师总场总人口15068人，其中少数民族入口占75％，是兵团8个少数民族聚居团场之一。2019年，伽师总场的地区生产总值是61049万元人民币，三次产业结构比重为58:16:26。

## 行政区划
新疆生产建设兵团第三师伽师总场下辖以下单位：
场部、一连、二连、三连、四连、六连、七连、八连、九连、十连、十一连、十二连和十四连。

## 荣誉
伽师总场获得荣誉：国家科技进步先进单位；自治区、喀什地区“民族团结模范集体”；兵园文明单位、民族团结模范集体、先进植棉团场、计生优质服务团场；三师先进基层党组织、文明单位、民族团结模范集体。